# عمر كرادوك
عمر كرادوك (بالإنجليزية: Omar Craddock)‏ هو لاعب القفز الثلاثي أمريكي، ولد في 26 أبريل 1991 في كيلين في الولايات المتحدة.

## وصلات خارجية
- عمر كرادوك على موقع الاتحاد الدولي لألعاب القوى (الإنجليزية)
- عمر كرادوك على موقع الاتحاد الأمريكي لسباقات المضمار والميدان (الإنجليزية)
- عمر كرادوك على موقع الاتحاد الأمريكي لسباقات المضمار والميدان (الإنجليزية)
- عمر كرادوك على موقع الدوري الماسي (الإنجليزية)
- عمر كرادوك على موقع TFRRS.org (الإنجليزية)
- عمر كرادوك على موقع اللجنة الأولمبية والبارالمبية الأمريكية (الإنجليزية)